# Mykoła Cham
Mykoła Cham ukr. Микола Андрійович Хам (ur. 23 lipca 1898 w Mierzwicy, zm. 3 listopada 1937 na uroczysku Sandarmoch) – ukraiński działacz lewicowy okresu międzywojnia, poseł na Sejm II kadencji w II RP. 

## Życiorys
Studiował na Politechnice Lwowskiej. Członek Sel-Rob i Sel-Rob-Lewicy (od 1927 szef jej sekcji młodzieżowej i członek KC). 
Uczestnik zorganizowanego przez komunistów Europejskiego Kongresu Chłopskiego w Berlinie, aresztowany przez niemiecką policję i deportowany do Polski. 
W latach 1928–1930 pełnił mandat posła II kadencji z okręgu Brześć nad Bugiem. W Sejmie należał do klubu Sel-Rob Lewica i Sel-Rob „Jedność”. 
Po 1930 wycofał się z działalności publicznej i wyjechał do ZSRR. Był pracownikiem naukowym Południowego Instytutu Gospodarstwa Mlecznego w Charkowie. 
Aresztowany przez OGPU w sprawie Ukraińskiej Organizacji Wojskowej (mistyfikacja OGPU). 9 kwietnia 1934 został skazany przez „trójkę” przy Kolegium GPU USRR na 5 lat łagru z art 54 par. 4, 8, 11 kodeksu karnego USRR. Karę odbywał w 4 oddziale Biełbałtłagu (Kanał Białomorsko-Bałtycki) i specizolatorze Sawwatiewo na Wyspach Sołowieckich. 9 października 1937 „trójka specjalna” NKWD obwodu leningradzkiego RFSRR skazała jednym wyrokiem listę 1116 więźniów Sołowek na śmierć. Na liście znajdowało się nazwisko Chama. Rozstrzelany 3 listopada 1937 razem z Łesiem Kurbasem, Mykołą Kuliszem, Ołeksą Slisarenką, Mykołą Zerowem, Myrosławem Irczanem, Pawło Fyłypowyczem, Wołodymyrem Czechiwskim i in. w masowej egzekucji ukraińskich twórców i działaczy społecznych na uroczysku Sandarmoch w Karelii.